# German Genius

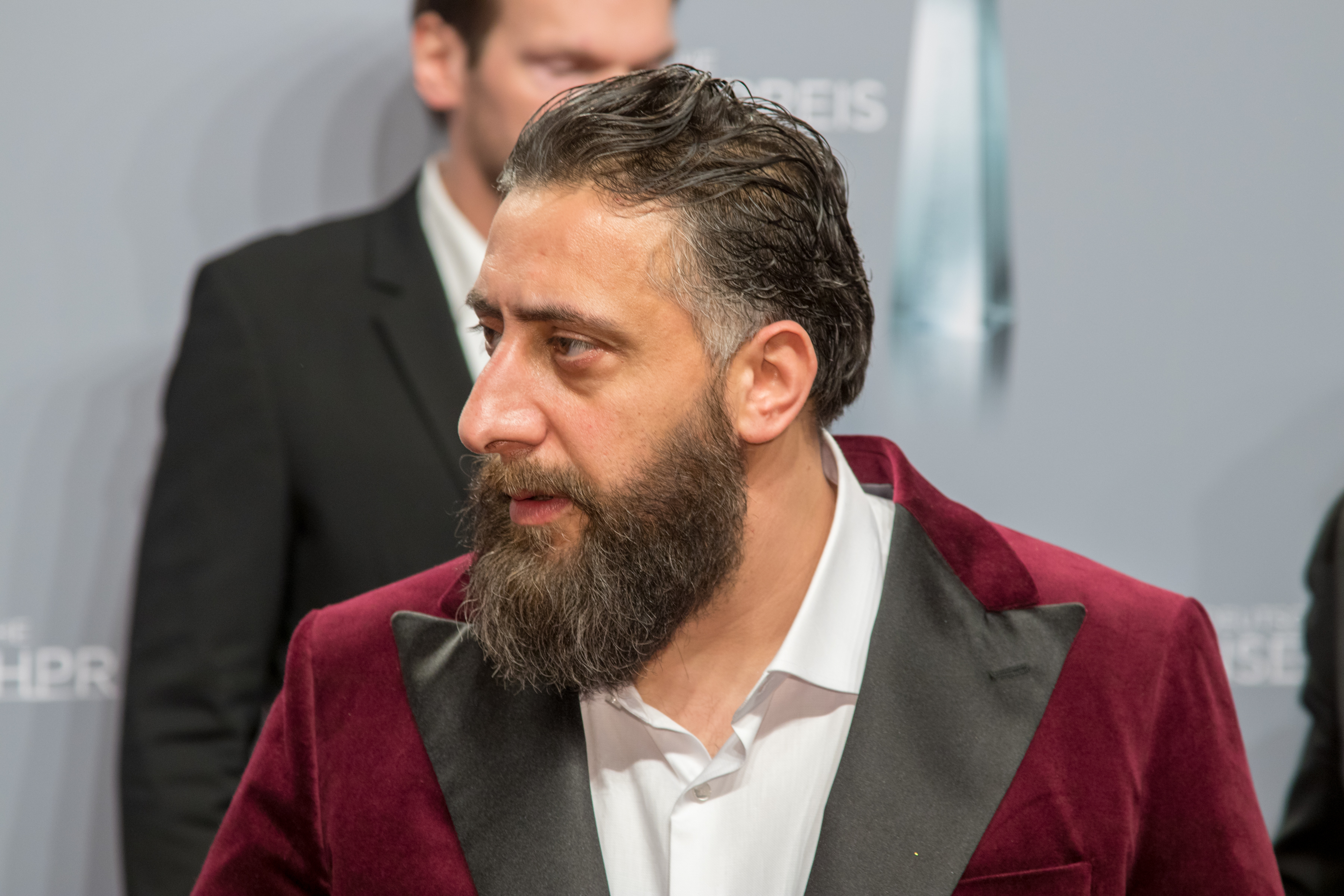
Hauptdarsteller Kida Khodr Ramadan bei der Verleihung des deutschen Fernsehpreises 2018

German Genius ist eine achtteilige deutsche Comedyserie, die ihre Premiere am 23. Mai 2023 beim Sender Warner TV Comedy hatte. Jede Folge hat eine Länge von  ungefähr 30 Minuten. Die Handlung wirft einen Blick hinter die Kulissen der deutschen Filmbranche, entsprechend spielen die meisten Darsteller sich selbst.
Die Hauptrolle spielt Kida Khodr Ramadan, der – als er selbst – nach dem Erfolg von 4 Blocks neue Herausforderungen sucht. Nach enttäuschenden klischeehaften Angeboten bringt eine Nachricht von Ricky Gervais ihn auf die Idee, ein Remake von dessen Erfolgsserie zu produzieren, mit ihm selbst als Hauptdarsteller und Produzenten.
Wirklichkeit und Fiktion überlappen sich in der Serie, wozu vor allem die ironisch überhöhte Selbstdarstellung einiger der Größen der deutschen Filmbranche beiträgt.